# Strada Statale 45 bis Gardesana Occidentale
Die Strada Statale 45 bis Gardesana Occidentale (kurz SS 45bis oder Gardesana Occidentale) ist eine italienische Staatsstraße, die die beiden Städte Rezzato und Trient miteinander verbindet und dabei von Salò bis Riva del Garda am Westufer des Gardasees entlangführt. Ursprünglich begann die Straße bereits in Cremona. Das Teilstück von Cremona bis Rezzato wurde jedoch 2001 zur Strada Provinciale 45 bis (kurz SP 45 bis) herabgestuft und unterliegt seitdem der Verwaltung durch die Region Lombardei.
Bekannt ist insbesondere der Streckenabschnitt zwischen Gargnano und Riva del Garda. Der von Riccardo Cozzaglio geplante Abschnitt wurde 1931 eröffnet und gilt noch heute als Meisterleistung der Straßenbaukunst. Ursprünglich befanden sich in diesem Streckenabschnitt über 70 Tunnel- und Galeriebauwerke.

## Geschichte

Tunnelbau zwischen Gargnano und Riva del Garda (1928–1931)

Die Notwendigkeit einer Straßenverbindung zwischen der westlichen Gardaseeregion und dem Trentino wurde schon 1845 erörtert, zu einem Zeitpunkt, da sowohl die Lombardei als auch das Veneto noch in habsburgischer Hand waren. Die von 1859 bis 1919 bestehende Grenzziehung bei Limone und die Animositäten zwischen Italien und der Donaumonarchie behinderten im ausgehenden 19. und beginnenden 20. Jahrhundert allerdings den Aufbau eines grenzüberschreitenden Straßensystems.
Nach dem Ende des Ersten Weltkriegs hatten sich die Grenzverhältnisse geändert und der italienischen Staat war aus militärischen Gründen sehr an der Erschließung des Gardaseeufers interessiert. Im Jahre 1928 wurde daher das „Consorzio Interprovinciale per la Strada Gargnano-Riva“ gegründet. Der Staat stellte eine 60-prozentige Subvention für die zu erwartenden Straßenbaukosten in Aussicht. Die Arbeiten wurden im Februar 1928 begonnen und konnten trotz der schwierigen Geländeverhältnisse im September 1931 abgeschlossen werden. Es waren zwölf Tote zu beklagen. Die feierliche Eröffnung fand schließlich am 18. Oktober 1931 statt.
In der Zeit des Zweiten Weltkrieges dienten mehrere Tunnel- und Galeriebauwerke der Gardesana Occidentale als Rüstungsfabriken. So wurden dort ab Herbst 1943 bis zum Kriegsende 1945 sowohl Waffen als auch Ersatzteile und Flugzeugmotoren für die deutsche Kriegswirtschaft gebaut, Deckname Condor.
Erst in den 1950er-Jahren entwickelte sich die Gardesana Occidentale durch den aufstrebenden Tourismus zu der bekannten „Traumstraße“. Aus Gründen der Verkehrssicherheit änderte man im Laufe ihres Bestehens die Straßenführung an einigen Abschnitten jedoch und einige kurze Tunnelbauwerke wurden durch wenige lange ersetzt. Diese teils sehr gut erhaltenen Straßenabschnitte sind heute weitgehend noch zu Fuß begehbar, oder – wie z. B. die Verbindungsstraße nach Campione – mit dem Fahrrad zu befahren.

## Verlauf

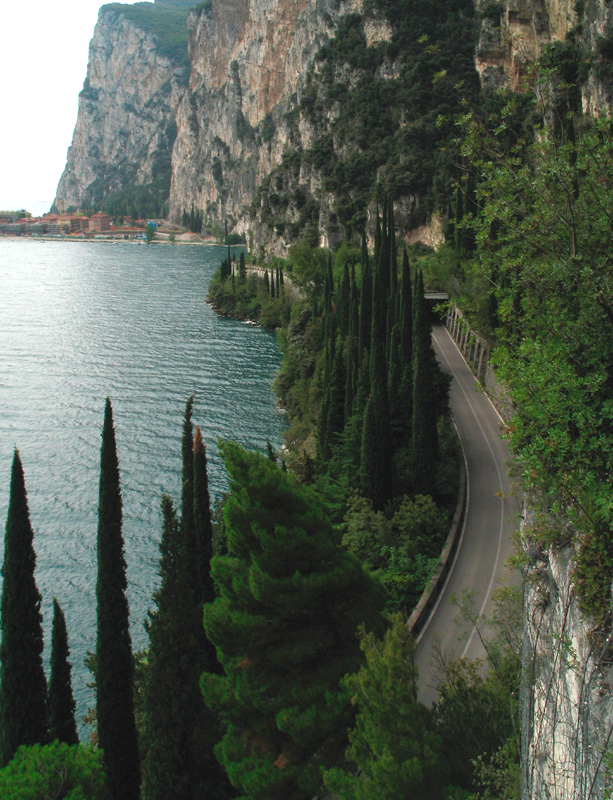
Blick von der Straße nach Pieve auf die Gardesana und die Ortschaft Campione

Die Gardesana Occidentale beginnt südlich von Rezzato an der Anschlussstelle der Südtangente von Brescia (SS11) mit der Autobahnausfahrt Brescia Est der A4. Von ihrem Startpunkt (Streckenkilometer 47,948) verläuft sie nach Nordosten vorbei an Mazzano und Gavardo nach Salò an den Gardasee. Anschließend führt die Straße am Westufer des Sees entlang nach Gardone Riviera, Toscolano Maderno, Gargnano und Limone sul Garda.
Hinter Limone bei Streckenkilometer 106,848 verlässt die Straße die Lombardei und tritt in die Autonome Provinz Trient ein. Im weiteren Streckenverlauf befinden sich die Orte Riva del Garda und Arco. Anschließend führt sie entlang des Flusses Sarca durch das Valle dei Laghi. Vom Tobliner See führt sie bis zum Trienter Vorort Cadine bergauf und führt durch die Engstelle Bus di Vela ins Etschtal hinunter. In Trient endet die Gardesana Occidentale schließlich an der Anschlussstelle der Strada Statale 12 dell’Abetone e del Brennero mit der Autobahnausfahrt Trento Centro der A22 (Streckenkilometer 202,108).

## Ausbauzustand
Nahezu auf der gesamten Streckenlänge verfügt die Gardesana Occidentale über einen zweistreifigen Straßenquerschnitt. Lediglich kurz vor Trient ist die Straße vierstreifig ausgebaut. Die Knotenpunkte und Anschlussstellen sind überwiegend höhengleich ausgebildet. Aufgrund der zum Teil schwierigen Geländeverhältnisse besitzt die Strecke in ihrem Verlauf zahlreiche Stützmauern sowie Tunnel- und Galeriebauwerke. Die meisten dieser Bauwerke befinden sich in dem Abschnitt zwischen Salò und Riva del Garda.

## Sperrungen
Wegen der zum Teil schmalen und niedrigen Tunnel ist der Streckenabschnitt zwischen Gargnano und Riva del Garda in beiden Fahrtrichtungen für die Durchfahrt von Lkws mit Anhängern bzw. für Lkws mit einer Masse von über 24 t gesperrt. Im gleichen Abschnitt besteht auch eine Sperre für Fahrzeuge mit einer Höhe von über 3,5 m.

## Trivia
Für die Eröffnungssequenz des Films James Bond 007: Ein Quantum Trost wurden im Frühjahr 2008 Teile der Verfolgungsjagd zwischen Gargnano und Riva del Garda gedreht. Auf einem Straßenabschnitt hat sich die Crew nach einem Auto-Stunt im Beginn des Films mit einem „BOND“-Schriftzug verewigt. Die Gardesana Occidentale musste hierfür teilweise für den öffentlichen Verkehr gesperrt werden. Aufgrund der anhaltend schlechten Witterung an den Drehtagen wurden die Szenen überwiegend in Galeriebauwerken erstellt.